# Conseil aulique

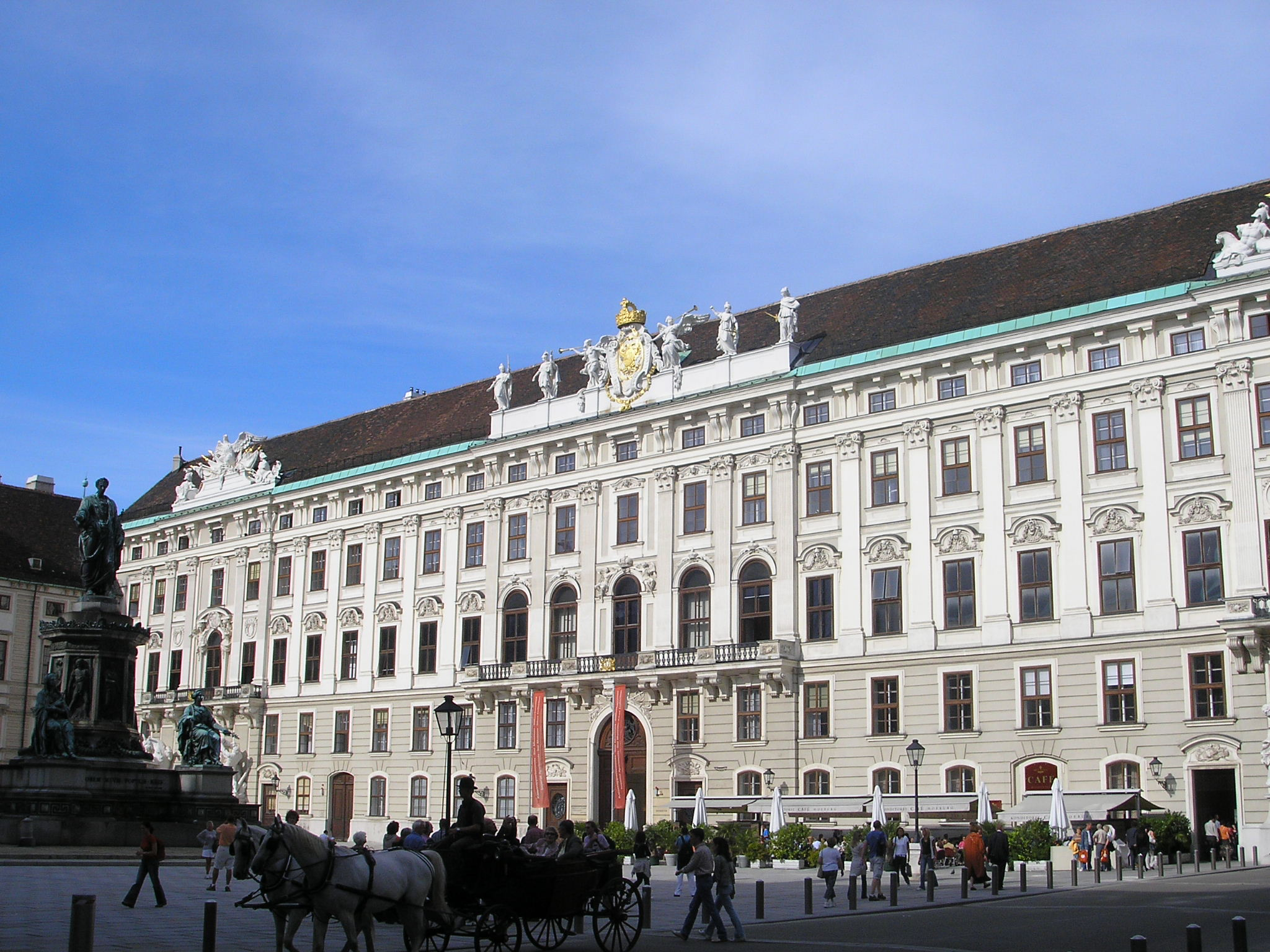
L'aile de la chancellerie de la Hofburg à Vienne, lieu de réunion du Conseil aulique jusqu'en 1806.

Le terme Conseil aulique (en allemand : Reichshofrat, « conseil de la cour impériale ») désignait dans le Saint-Empire romain germanique l'une des deux instances judiciaires suprêmes, à côté de la Chambre impériale (Reichskammergericht). Certains territoires relèvent de la juridiction commune des deux instances mais certains cas ne peuvent être traités que par le Conseil aulique qui jugeait en dernier ressort toutes les causes de l'investiture des fiefs immédiat aux princes, les domaines de l'Italie impériale inclus, et les droits régaliens de l'empereur romain germanique.
Il s'agissait d'un conseil particulier siégeant à Vienne auprès de l'empereur et roi des Romains qui était chargé de le conseiller et d'exercer en son nom les droits impériaux. Il se compose à l'origine de douze à dix-huit membres nommés par l'empereur pour atteindre le nombre de vingt-quatre en 1657 puis de trente en 1711.

## Création

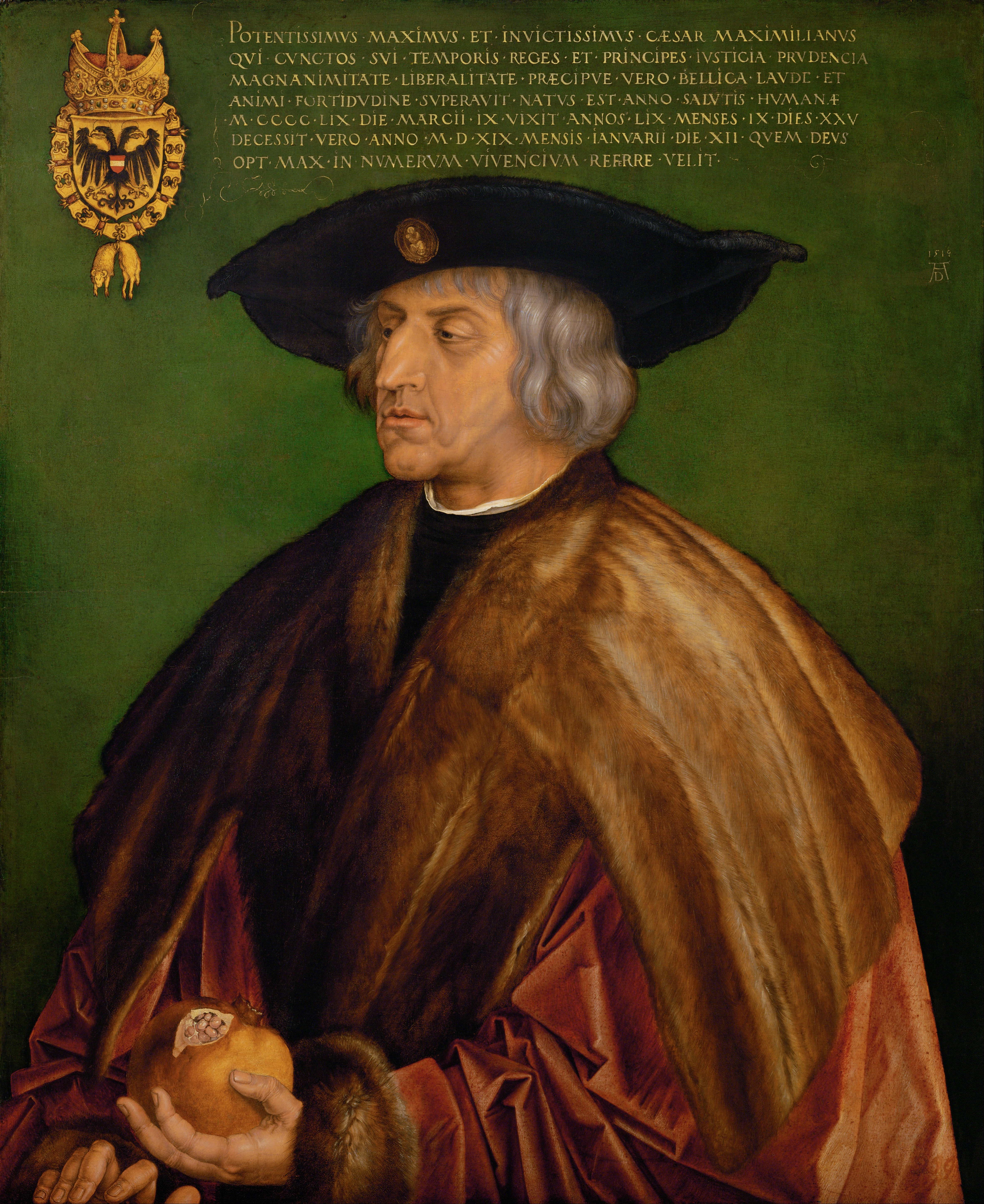
Portrait de l'empereur Maximilien Ier par Albrecht Dürer (1519).

Dans le cadre de la réforme impériale de 1495, initiée par le roi Maximilien Ier, la Chambre impériale à Francfort prit ses fonctions. Jusqu'ici, la cour suprême avait toujours accompagné l'empereur ; sous le règne des Habsbourg, elle se trouvait souvent en dehors du Saint-Empire. Par conséquent, les États impériaux, afin d'assurer la « paix perpétuelle » prononcée à la Diète de Worms, ont insisté sur un siège permanent de la jurisprudence, dissocié de l'itinéraire du souverain.
Néanmoins, l'empereur est resté le juge suprême de l'Empire et les princes ont continué à demander sa décision. Maximilien était peu disposé à accepter une compétence exclusive de la Chambre impériale et vers l'an 1498 a saisi l'occasion des nombreuses demandes adressées à lui pour créer une autre cour suprême attachée à sa personne (mais pas à son emplacement) – le Conseil aulique. Ses successeurs Charles Quint et Ferdinand Ier ont maintenu cette disposition.

## Procédures
Étant donné que le Conseil aulique ne se tient pas à un règlement juridique comme le fait la Chambre impériale, les procédures sont en général rapides et non-bureaucratiques. De plus, il diligente de nombreuses commissions formées d'états impériaux neutres pour enquêter sur les événements sur place. Les plaignants protestants se sont souvent demandé si le Conseil aulique qu'ils considèrent comme partial leur était destiné — l'empereur est en effet catholique.
Les États n'avaient droit de recours à la diète que quand l'arrêt du Conseil pouvait produire un grief commun à tout l'empire. Le droit de surveillance sur ce tribunal appartenait au Prince-Électeur de Mayence, premier conseiller de la Diète d'Empire. Ce Conseil empiéta peu à peu sur les droits des États ; à l'époque du traité de Westphalie il était devenu un pouvoir redoutable entre les mains des empereurs. Le Conseil aulique a été conservé au XIXe siècle dans l'empire d'Autriche, mais il n'avait plus son importance première. Il resta jusqu'à la fin du XVIIIe siècle un moyen pour les Habsbourg d'affirmer leur autorité morale dans l'Empire.

## Autres conseils auliques
En Bavière, les ducs puis rois de Bavière étaient assistés d'un Conseil aulique. Celui-ci avait un rôle comparable aux cabinets ministériels.
À la cour de Hanovre, le conseil aulique était immédiatement après celui d’État.

## Généralisation
D'une manière plus générale, « aulique » signifie « qui se rapporte à la cour » (royale, impériale) ; par exemple « l'art aulique sous les Carolingiens ».

## Lieu
Le Conseil aulique avait son siège à Korbach, Mayence ou Vienne,,,.

### Source
Cet article comprend des extraits du Dictionnaire Bouillet. Il est possible de supprimer cette indication, si le texte reflète le savoir actuel sur ce thème, si les sources sont citées, s'il satisfait aux exigences linguistiques actuelles et s'il ne contient pas de propos qui vont à l'encontre des règles de neutralité de Wikipédia.